# Некрасово (Кілемарський район)
Некра́сово (рос. Некрасово, марій. Некрасово) — присілок у складі Кілемарського району Марій Ел, Росія. Входить до складу Широкундиського сільського поселення.

## Населення
Населення — 24 особи (2010; 31 у 2002).
Національний склад (станом на 2002 рік):
- росіяни — 74 %